# Kwintus Bassus
Kwintus Klaudiusz Senecjo Bassus – postać z powieści Teodora Parnickiego Twarz księżyca, syn Septymiusza Senecjona.
Kwintus był najstarszym synem Septymiusza Senecjona i jego żony, córki króla perskiego Ardaszyra, Aleksandry. Okoliczności zawarcia małżeństwa przez jego rodziców nie są znane. Według opowieści babki, Mitroanii, jej syn, Septymiusz, za panowania cesarza Decjusza uciekł na zachód do kraju Pików, a potem na Hibernię, skąd wędrując stale na zachód okrążył ziemię i trafił na dwór króla armeńskiego Chozroesa. Wedle innej relacji został wezwany jako znakomity lekarz do ciężko chorego króla ormiańskiego. Tam najprawdopodobniej przyszedł na świat w 254 roku Kwintus. W tym samym roku zginął z ręki matki Kwintusa król Chozroes, a jego ojciec przyłapawszy ją na popełnianiu tej zbrodni, wymierzył jej karę śmierci.
Ojciec Kwintusa zmarł, gdy ten miał szesnaście lat. Z jego krewnych żyła wtedy jeszcze jego babka Mitroania, ale chłopiec znienawidził ją za to, że urodziła takiego potwora jak jego ojciec, zdolnego zabić swoją żonę i nie nawiązywał z nią kontaktu. Przyjął obywatelstwo miasta Wenerii w Numidii. Gdy na przełomie 270/271 roku Mitroania opuszczała granice cesarstwa, obawiając się zemsty cesarza Aureliana, zaproponowała Kwintusowi, by udał się wraz z nią do Chorezmii, by wspólnie walczyć o władzę nad tym krajem. Chłopiec odmówił jednak i pozostał w Afryce ze swą narzeczoną, byłą piątą żoną senatora Bassusa. Poślubił ją wkrótce i przyjął imię zmarłego. Objął po nim jego majątek i opiekę nad dziećmi z trzeciego małżeństwa. Najstarsza córka senatora z tego związku poślubiła Loliusza Urbikusa. Ich córka Lolia Urbika wyszła za mąż za syna cesarza Karusa, Karynusa.
W dojrzałym wieku Kwintus rządził samorządami Cyrty i Wenerii. Po powrocie babki z Chorezmii wydzielił jej dożywocie z majątku, który przejął po swym, opuszczającym granice cesarstwa, bracie, a który w innym razie uległby konfiskacie. Po śmierci męża babki, Anulina, oskarżonego o zdradę stanu, jego majątek uległ konfiskacie. Pod koniec życia stał się nędzarzem, zbiegiem i przestępcą. W 292 roku ciężko zranił kilku kolegów z senatu Cyrty. Uciekł wówczas, wraz z Lolią Urbiką, w góry numidyjskie, by się przeobrazić w bandytę. Powrócił później w granice cesarstwa jako biskup chrześcijański. 
Kwintus Bassus miał z wdową po Bassusie dwóch synów:
- również Kwintusa, znanego jako Senecjo
- i Gajusa, zwanego Basjanusem[7].

## Odniesienia historyczne
Kwintus Bassus pojawia się w powieści jako ojciec dwóch synów Senecjona i Basjana, którzy odnieśli zawrotny sukces, by następnie gwałtownie upaść. Senecjo był wysokim urzędnikiem na dworze cesarza Wschodu, Licyniusza. Basjanus poślubił Anastazję, przyrodnią siostrę cesarza Zachodu, Konstantyna. Po jego zwycięstwie w 312 nad Makscencjuszem miał zostać ogłoszony cezarem i objąć rządy nad Italią. Projekt ten, dzięki staraniom Senecjona, znalazł uznanie u cesarza Wschodu Licyniusza. Do jego realizacji jednak z niewiadomych przyczyn nie doszło. Źródła nie są w tej kwestii ze sobą zgodne. Wedle jednej relacji Licyniusz przeciągnął Basjana, przy pomocy Senecjona, na swoją stronę, a Konstantyn odkrył spisek i kazał zgładzić zdrajcę. Według innej – to Licyniusz nie dotrzymał umowy i zaatakował terytorium Konstantyna.

## Strategia Parnickiego
Informacja źródłowa na temat postaci z przeszłości w powieści Parnickiego stanowi zaledwie ślad o tym, że ktoś istniał lub czegoś dokonał. Kierunek poszukiwań badacza i perspektywa rzeczywistej postaci z przeszłości zaledwie się spotykają. Parnicki chce rozszyfrować zagadkę człowieka minionego czasu, zrozumieć tajemnicę jego osobowości, jej powstanie, sposób wyrażania siebie. Chce aby to, co jest już tylko słowem, znowu, dzięki literaturze przyoblekło się w ciało.